# Золанд-на-Шпре
Золанд-на-Шпрее (нім. Sohland an der Spree) або Залом (в.-луж. Załom) — громада в Німеччині, розташована в землі Саксонія. Входить до складу району Бауцен.
Площа — 37,27 км2. Населення становить 6628 ос. (станом на 31 грудня 2020).

## Адміністративний поділ
Громада підрозділяється на 10 сільських округів.

## Галерея

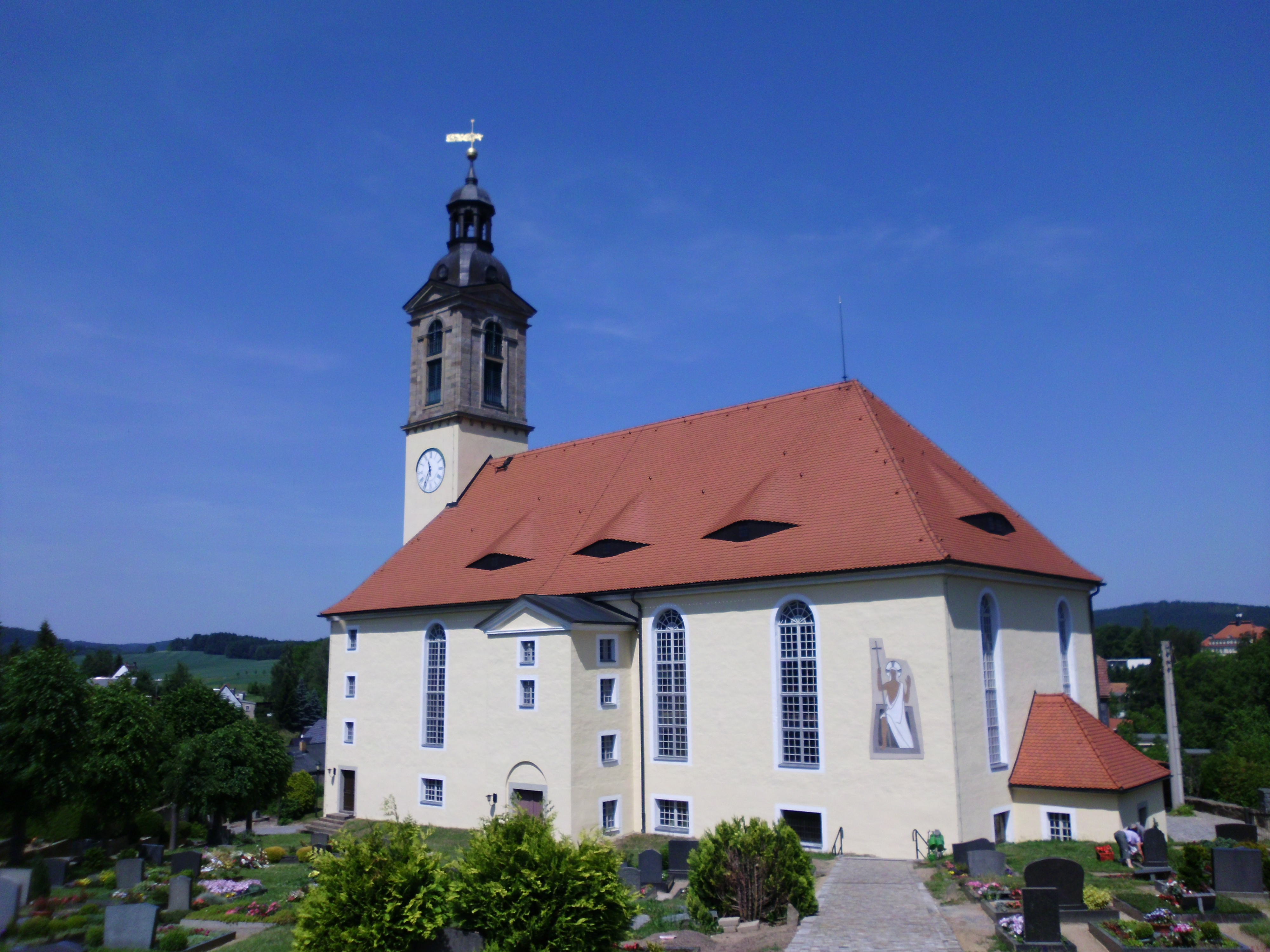
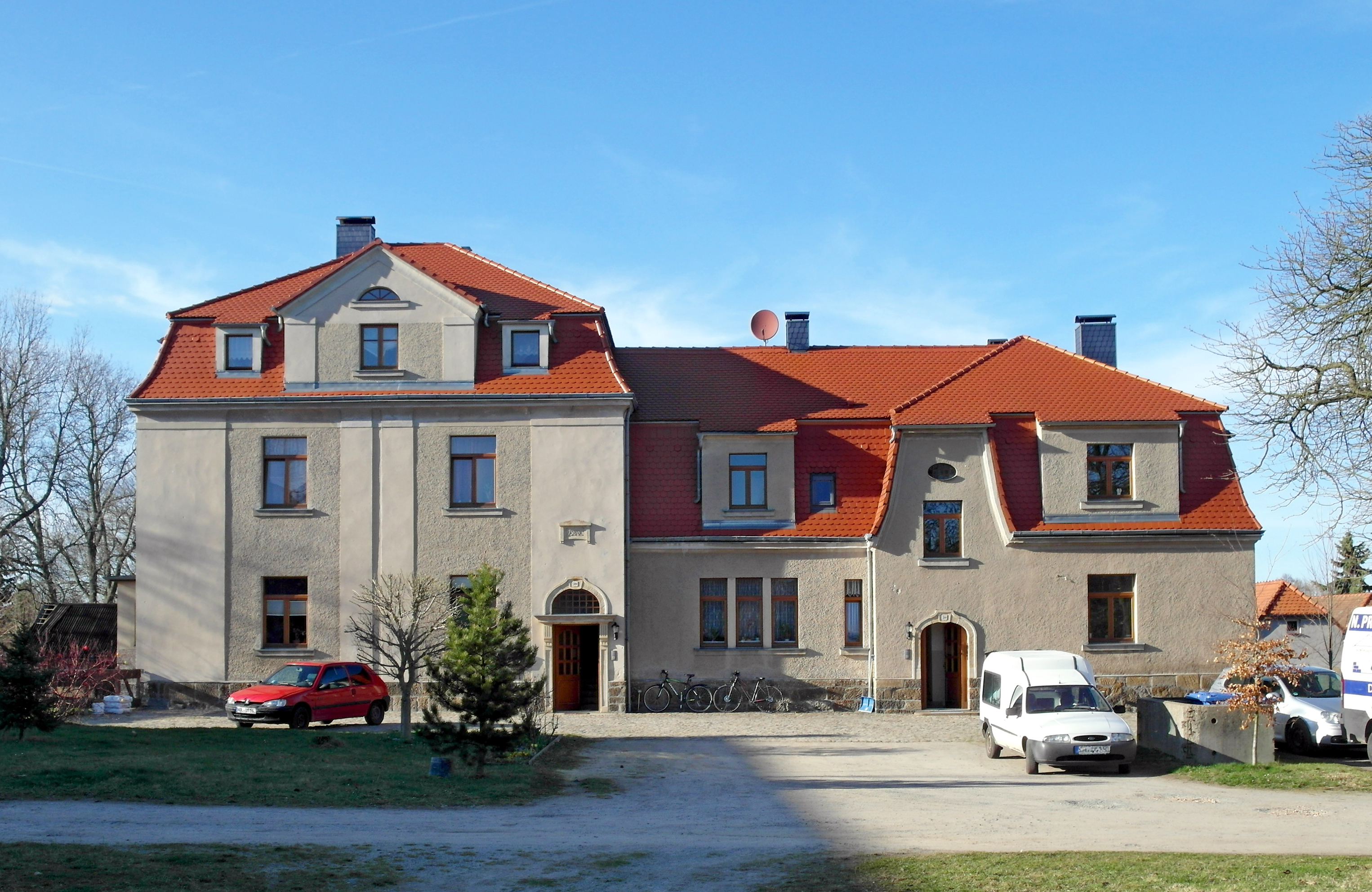
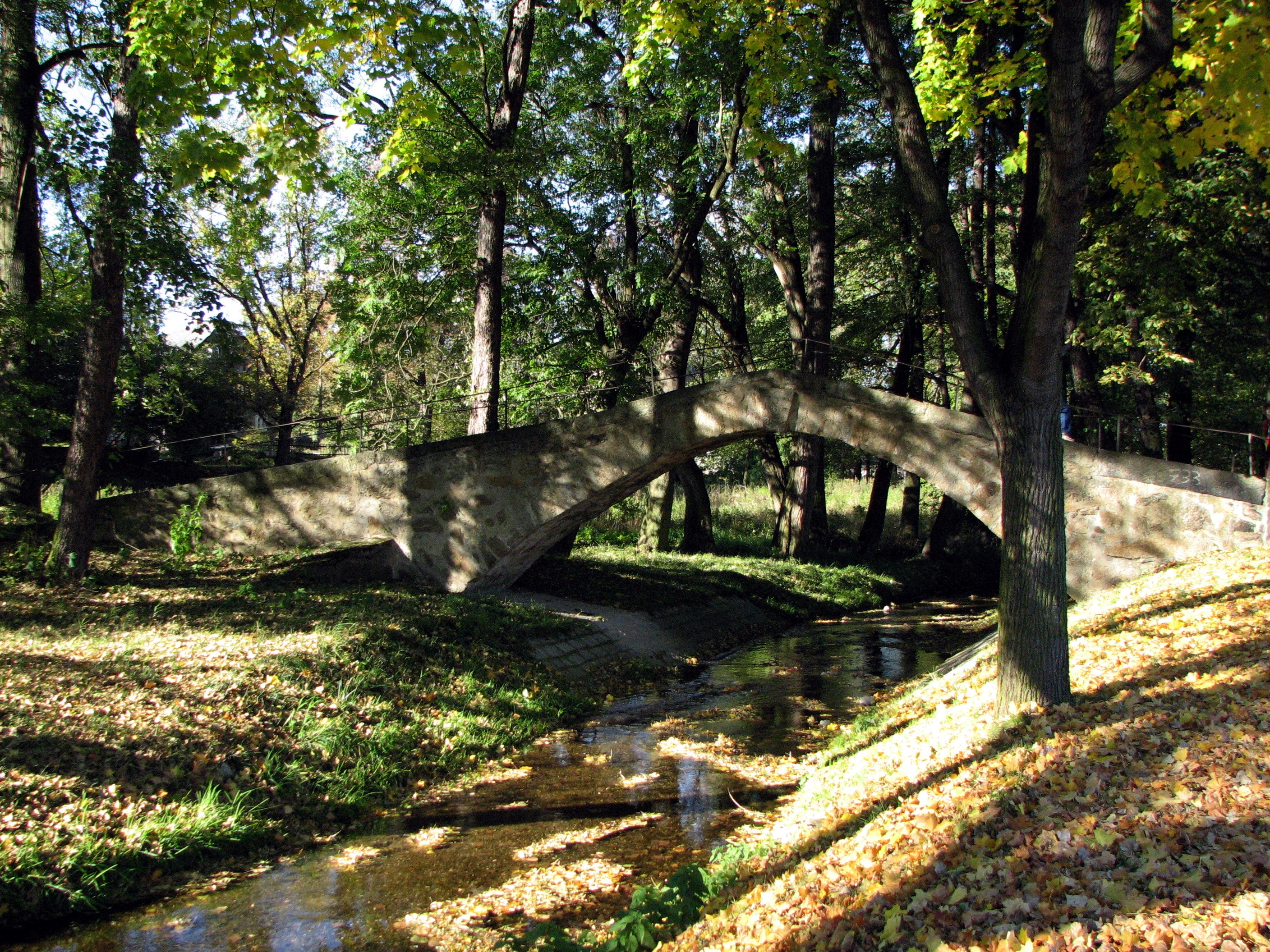
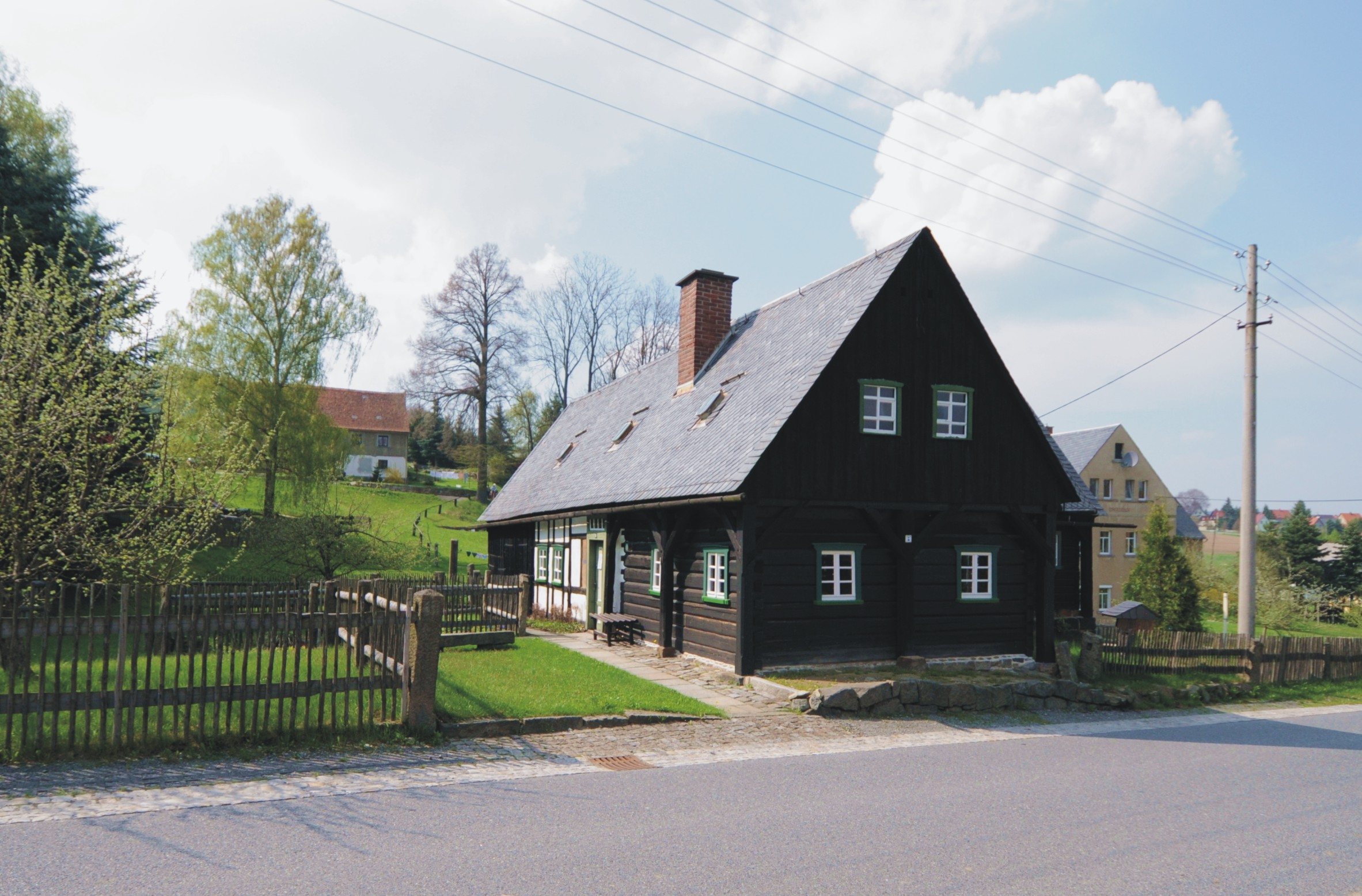
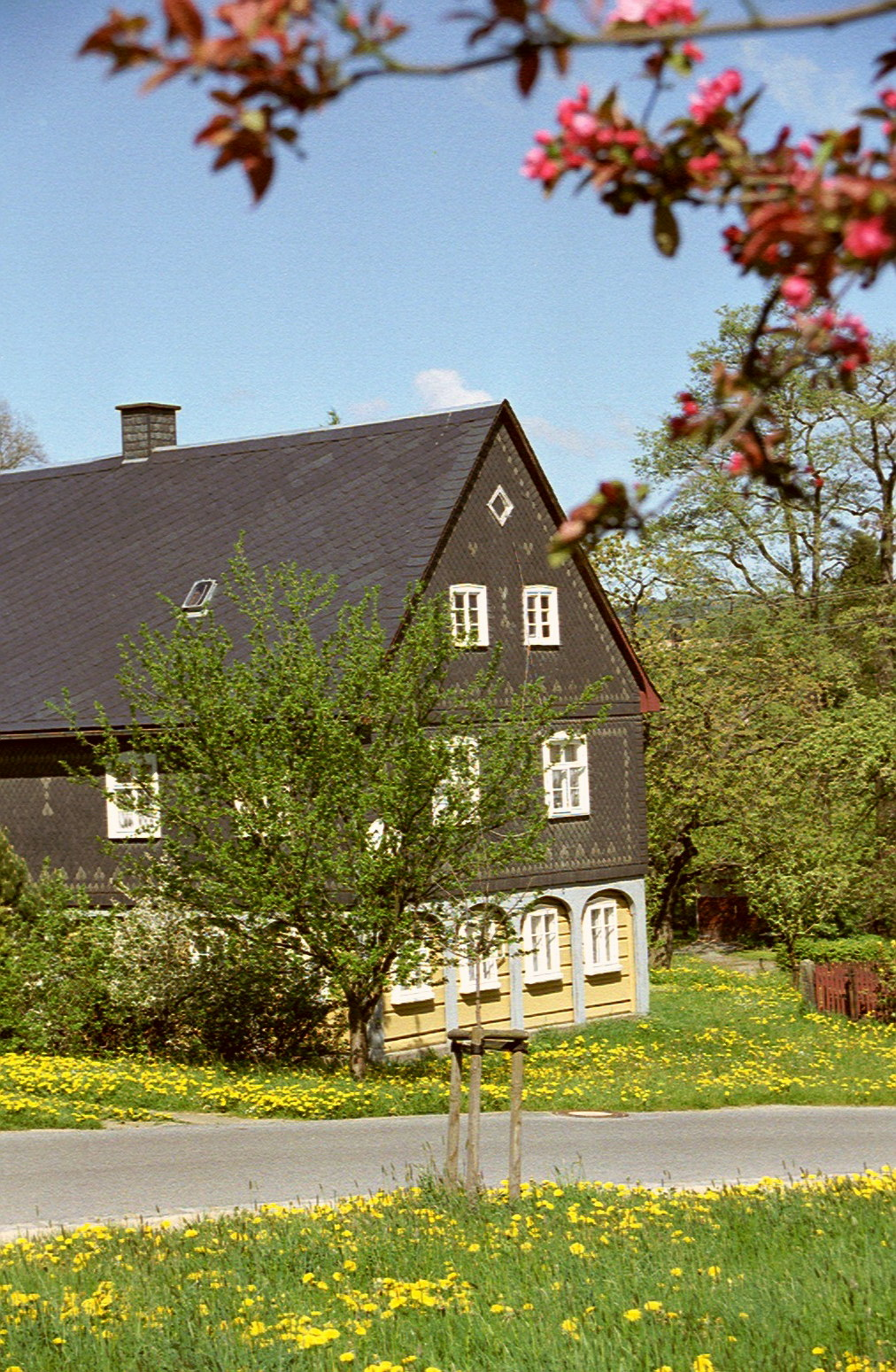
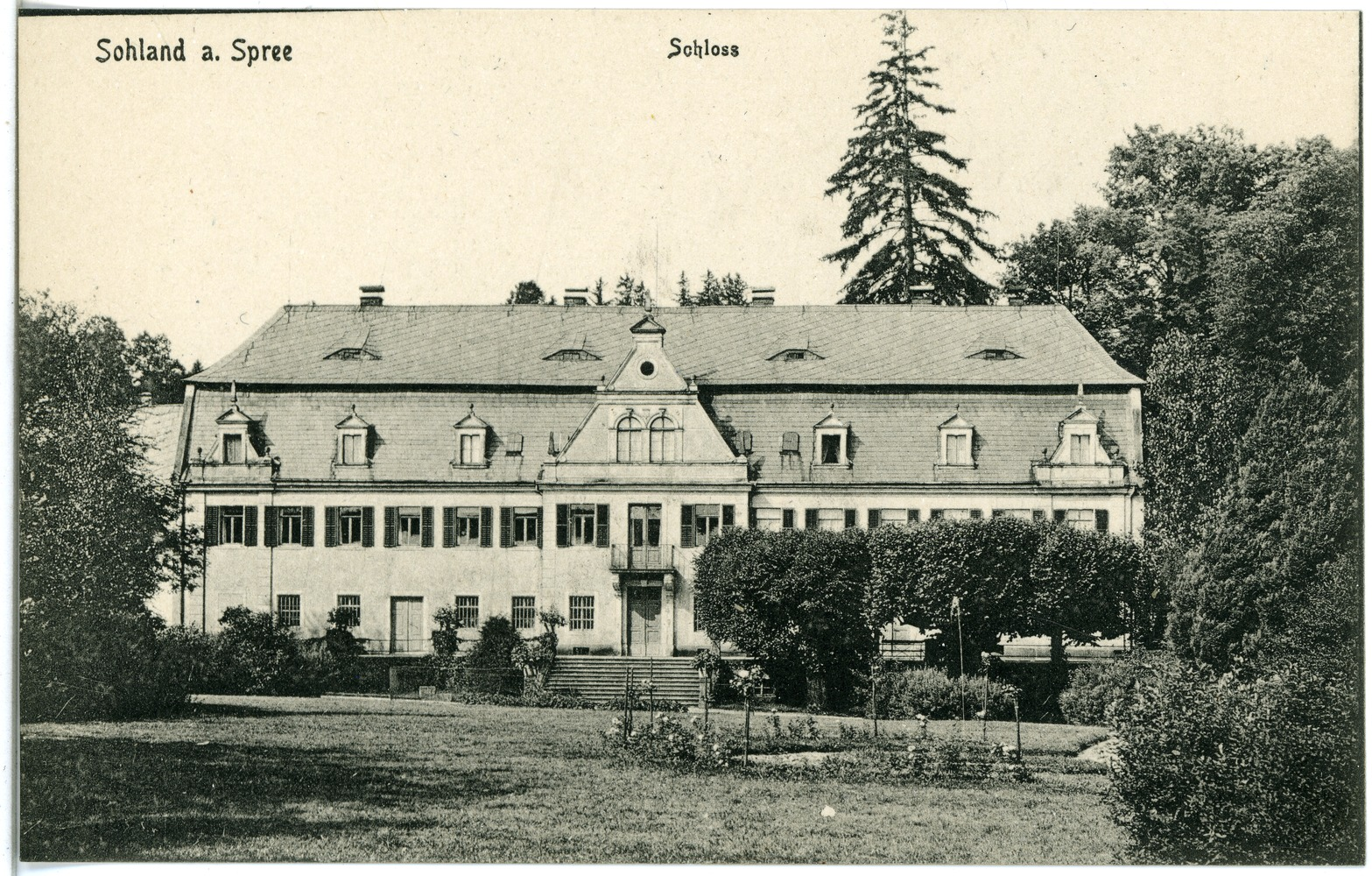